# DeAndre Daniels
DeAndre Daniels (Los Ángeles, California, 15 de abril de 1992) es un jugador de baloncesto estadounidense que se encuentra sin equipo. Jugó para el equipo de baloncesto masculino de la Universidad de Connecticut, y ganó el campeonato nacional de 2014. Daniels fue un jugador clave para el equipo de los Huskies del campeonato de 2013-14, fue nombrado en el mejor quinteto de la Final Four de la NCAA.

## Trayectoria deportiva

### Instituto
Daniels asistió al instituto "Woodland Hills Taft High School" en Los Ángeles, California.

### Universidad
Daniels originalmente se había comprometido con la Universidad de Texas, pero fue liberado y se comprometió con la Universidad de Connecticut.
En su primer año como freshman en 2011-12, Daniels promedió 3,0 puntos y 2,1 rebotes por partido como titular en varios partidos. En su segunda temporada como sophomore fue titular cada partido y levantó los promedios a 12,1 puntos y 5,1 rebotes por partido. En su tercer año como junior, Daniels volvió a mejor su producción con 13,2 puntos y 6,0 rebotes por partido. Daniels jugó un papel clave para lograr la entrada de los Huskies a la Final Four de la NCAA de 2014. Fue nombrado en el mejor quinteto de la regional este y luego anotó 20 puntos y atrapó 10 rebotes liderando a los Huskies en la victoria sobre los Florida Gators en la semifinal nacional. Los Connecticut Huskies ganaron el partido del campeonato de la NCAA, proclamándose campeón nacional.

### Profesional
El 26 de junio de 2014, Daniels fue seleccionado en el puesto número 37 de la segunda ronda del Draft de la NBA de 2014 por los Toronto Raptors.
Se unió en marzo de 2023 al Español de Osorno de la Liga UNO chilena.
Se incorporó a Argentino de Junín de la Liga Nacional de Básquet de Argentina en diciembre de 2024, haciendo su debut con el equipo al mes siguiente.